# Marcel Bezençon
Marcel Bezençon (Orbe, Vaud kanton, 1907. május 1. – Lausanne, 1981. február 17.) svájci újságíró volt és az Európai Műsorsugárzók Uniójának elnöke volt 1954 és 1970 között. 1955-ben az ő fejéből pattant ki az Eurovíziós Dalfesztivál ötlete a híres olasz Sanremói Dalfesztivál mintájára.
Bezençon művészettörténész diplomát szerzett a Lausanne-i Egyetemen 1932-ben, majd szabadúszó művészeti és színházi kritikusként kezdett dolgozni, mielőtt a Feuille d'Avis újság szerkesztője lett. 1939-ben csatlakozott a Radio suisse romande-hoz (RSR), aminek 1950-ig az igazgatója volt, amikor az SRG SSR idée suisse főigazgatója lett. Ezt a pozícióját 1972-ig töltött be. Bezençon 1963 és 1972 között a Svájci Távirati Ügynökség (SDA ATS) igazgatótanácsának is tagja volt.
2002-ben Christer Björkman (az 1992-es Eurovíziós Dalfesztivál svéd versenyzője) és Richard Herrey (az 1984-es Eurovíziós Dalfesztivál győztese, a Herreys tagjaként) megalapította a róla elnevezett Marcel Bezençon-díjat.